# Elba, New York
Elba är en kommun i Genesee County i delstaten New York, USA.